# 三氯化锿
三氯化锿是一種人工合成的放射性無機化合物，化学式为EsCl3，有强放射性。

## 化学性质
三氯化锿可以被汞阴极电解还原为二氯化锿（氯化亚锿）。

## 相关化合物
- 氯氧化锿，化学式EsOCl，为固体。